# Niederöblarn
Niederöblarn est une ancienne commune autrichienne du district de Liezen en Styrie.